# Hori Jasuo
En aquest nom japonès, el cognom és Hori.
Hori Jasuo (japonès: 堀 泰雄) (Tòquio, 1941) és un esperantista i escriptor japonès. De vegades el seu nom s'escriu com Hori Yasuo.
Hori Jasuo va estudiar a la Universitat de Kyoto i després va treballar com a professor d'anglès a diferents escoles i universitats. També va treballar a una editorial a Tòquio. Va aprendre la llengua auxiliar internacional esperanto el 1960. Ha tingut diferents càrrecs a l'Institut Japonès d'Esperanto. Ha estat durant molts anys responsable de la secció d'Asia de l'Associació Mundial d'Esperanto. El 1998 va començar a escriure una sèrie de reportatges sobre el Japó, publicant un volum cada any sobre l'any anterior. El 2004 va rebre el Premi Ossaka. El 2011 es va fer conegut a Europa per la seva retransmissió del desastre de Fukushima, que anava explicant al lloc web de l'Associació Mundial Anacional. Els anys 2011 i 2012 va fer una sèrie de conferències a França sobre aquest tema: "Japó després de la catàstrofe de 2011".
El 2011 va rebre el Premi Deguĉi, que distingeix a les persones o projectes actius en l'esperanto com a potencial recurs per a la pau mundial i per a la felicitat de la humanitat, segons els ideals de L.L. Zamenhof i els ensenyaments de Deguĉi Onisaburo. Es tracta del premi internacional més important que atorga annualment l'Associació Universal d'Esperanto. Es va crear el 1987, l'any del centenari de la llengua, gràcies a una donació de Oomoto. Altres guardonats amb aquest premi han estat Claude Piron i William Auld.
El 2018 va ser reconegut com a Esperantista de l'Any per la revista La Ondo de Esperanto, per la seva feina de promoció de la lectura arreu del món i pels seus Reportatges del Japó (21 volums).
Hori Jasuo és col·laborador habitual de revistes d'actualitat política en esperanto com Monato o Sennaciulo.

## Obres
- Canteu la nostra novena simfonia (en japonès).
- Gramàtica anglesa cougar (en japonès i en anglès).
- Reportatges del Japó (en esperanto).
- Invitació a l'esperanto (en japonès i en esperanto).
- 1400 cites classificades segons les característiques gramaticals (en japonès i en anglès).
- Els mesos al món (escrit per onze esperantistes de diferents països).
- Vides al món (escrit per onze esperantistes de diferents països).